# Bola de Ouro (Suécia)
A Bola de Ouro (em sueco:  Guldbollen) é um prêmio desportivo atribuído pela Federação Sueca de Futebol (SvFF) e pelo jornal sueco Aftonbladet ao melhor futebolista sueco do ano. 
Sua distribuição é feita anualmente, durante a Gala do Futebol (em sueco:  Fotbollsgalan), sendo nessa altura igualmente distribuído a Bola Diamante (Diamantbollen), à melhor jogadora do ano, pelo jornal sueco Sydsvenska Dagbladet.
O maior vencedor do prêmio é o atacante Zlatan Ibrahimović, com doze conquistas. O atual vencedor é o ponta-direita Dejan Kulusevski.

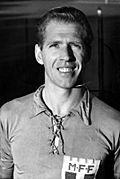
Erik Nilsson, vencedor do prêmio em 1950

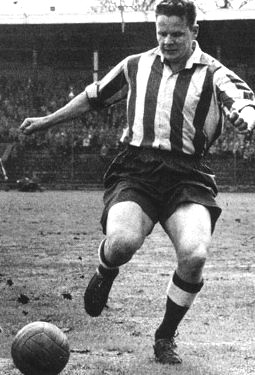
Gösta Sandberg, vencedor do prêmio em 1956

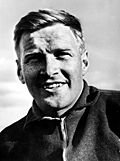
Orvar Bergmark, vencedor do prêmio em 1958

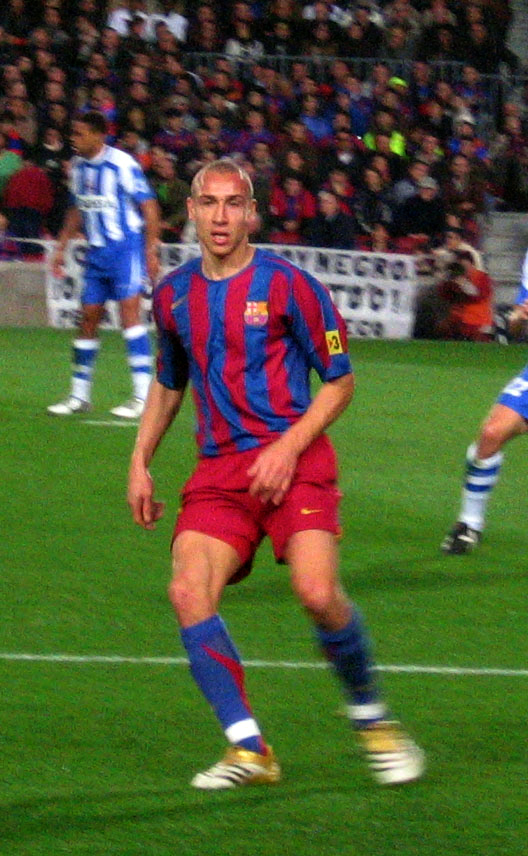
Henrik Larsson, vencedor do prêmio em 1998 e 2004

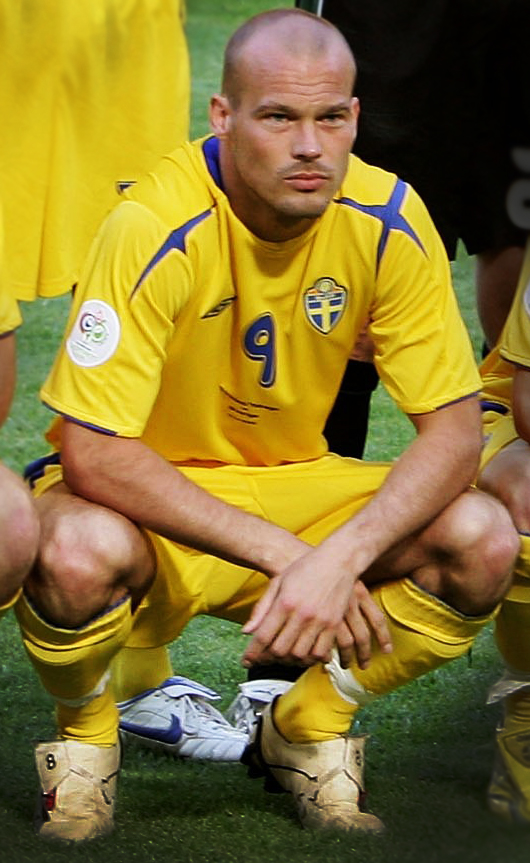
Fredrik Ljungberg, vencedor do prêmio em 2002 e 2006

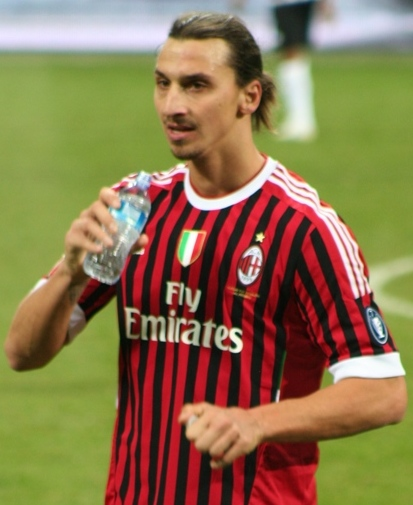
Zlatan Ibrahimović, doze vezes vencedor do prêmio

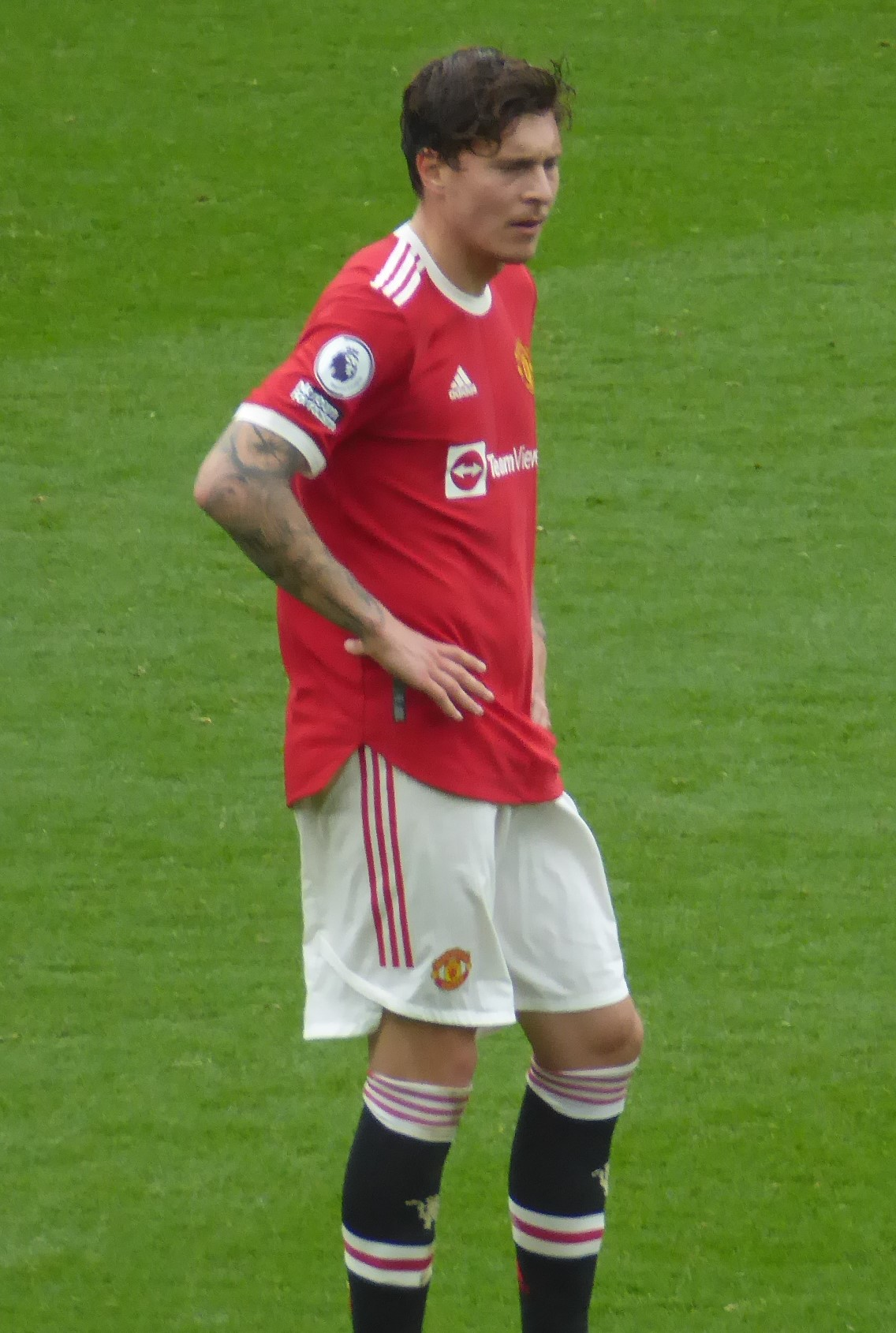
Victor Lindelöf, vencedor do prêmio em 2018 e 2019

## Premiados com a Bola de Ouro
| Ano  | Jogador                 | Clube                                 |
| ---- | ----------------------- | ------------------------------------- |
| 1946 | Gunnar Gren             | IFK Göteborg                          |
| 1947 | Gunnar Nordahl          | IFK Norrköping                        |
| 1948 | Bertil Nordahl          | Degerfors                             |
| 1949 | Knut Nordahl            | IFK Norrköping                        |
| 1950 | Erik Nilsson            | Malmö FF                              |
| 1951 | Olle Åhlund             | Degerfors                             |
| 1952 | Kalle Svensson          | Helsingborg                           |
| 1953 | Bengt Gustavsson        | IFK Norrköping                        |
| 1954 | Sven-Ove Svensson       | Helsingborg                           |
| 1955 | Gösta Löfgren           | Motala AIF                            |
| 1956 | Gösta Sandberg          | Djurgården                            |
| 1957 | Åke 'Bajdoff' Johansson | IFK Norrköping                        |
| 1958 | Orvar Bergmark          | Örebro                                |
| 1959 | Agne Simonsson          | Örgryte                               |
| 1960 | Torbjörn Jonsson        | IFK Norrköping                        |
| 1961 | Bengt Nyholm            | IFK Norrköping                        |
| 1962 | Prawitz Öberg           | Malmö FF                              |
| 1963 | Harry Bild              | IFK Norrköping                        |
| 1964 | Hans Mild               | Djurgården                            |
| 1965 | Bo Larsson              | Malmö FF                              |
| 1966 | Ove Kindvall            | IFK Norrköping/Feyenoord              |
| 1967 | Ingvar Svahn            | Malmö FF                              |
| 1968 | Björn Nordqvist         | IFK Norrköping                        |
| 1969 | Tommy Svensson          | Öster                                 |
| 1970 | Jan Olsson              | Stuttgart                             |
| 1971 | Ronnie Hellström        | Hammarby                              |
| 1972 | Ralf Edström            | Åtvidaberg                            |
| 1973 | Bo Larsson              | Malmö FF                              |
| 1974 | Ralf Edström            | PSV Eindhoven                         |
| 1975 | Kent Karlsson           | Åtvidaberg                            |
| 1976 | Anders Linderoth        | Öster                                 |
| 1977 | Roy Andersson           | Malmö FF                              |
| 1978 | Ronnie Hellström        | Kaiserslautern                        |
| 1979 | Jan Möller              | Malmö FF                              |
| 1980 | Rolf Zetterlund         | Brage                                 |
| 1981 | Thomas Ravelli          | Öster                                 |
| 1982 | Torbjörn Nilsson        | IFK Göteborg/Kaiserslautern           |
| 1983 | Glenn Hysén             | IFK Göteborg/PSV Eindhoven            |
| 1984 | Sven Dahlkvist          | AIK                                   |
| 1985 | Glenn Strömberg         | Atalanta                              |
| 1986 | Robert Prytz            | Young Boys                            |
| 1987 | Peter Larsson           | IFK Göteborg/Ajax                     |
| 1988 | Glenn Hysén             | Fiorentina                            |
| 1989 | Jonas Thern             | Malmö FF/Benfica                      |
| 1990 | Tomas Brolin            | IFK Norrköping/Parma                  |
| 1991 | Anders Limpar           | Arsenal                               |
| 1992 | Jan Eriksson            | IFK Norrköping/Kaiserslautern         |
| 1993 | Martin Dahlin           | Borussia Mönchengladbach              |
| 1994 | Tomas Brolin            | Parma                                 |
| 1995 | Patrik Andersson        | Borussia Mönchengladbach              |
| 1996 | Roland Nilsson          | Helsingborg                           |
| 1997 | Pär Zetterberg          | Anderlecht                            |
| 1998 | Henrik Larsson          | Celtic                                |
| 1999 | Stefan Schwarz          | Valencia/Sunderland                   |
| 2000 | Magnus Hedman           | Coventry City                         |
| 2001 | Patrik Andersson        | Bayern/Barcelona                      |
| 2002 | Fredrik Ljungberg       | Arsenal                               |
| 2003 | Olof Mellberg           | Aston Villa                           |
| 2004 | Henrik Larsson          | Celtic/Barcelona                      |
| 2005 | Zlatan Ibrahimović      | Juventus                              |
| 2006 | Fredrik Ljungberg       | Arsenal                               |
| 2007 | Zlatan Ibrahimović      | Internazionale                        |
| 2008 | Zlatan Ibrahimović      | Internazionale                        |
| 2009 | Zlatan Ibrahimović      | Internazionale/Barcelona              |
| 2010 | Zlatan Ibrahimović      | Barcelona/Milan                       |
| 2011 | Zlatan Ibrahimović      | Milan                                 |
| 2012 | Zlatan Ibrahimović      | Milan/Paris Saint-Germain             |
| 2013 | Zlatan Ibrahimović      | Paris Saint-Germain                   |
| 2014 | Zlatan Ibrahimović      | Paris Saint-Germain                   |
| 2015 | Zlatan Ibrahimović      | Paris Saint-Germain                   |
| 2016 | Zlatan Ibrahimović      | Paris Saint-Germain/Manchester United |
| 2017 | Andreas Granqvist       | Krasnodar                             |
| 2018 | Victor Lindelöf         | Manchester United                     |
| 2019 | Victor Lindelöf         | Manchester United                     |
| 2020 | Zlatan Ibrahimović      | Milan                                 |
| 2021 | Emil Forsberg           | RB Leipzig                            |
| 2022 | Dejan Kulusevski        | Tottenham                             |
| 2023 | Dejan Kulusevski        | Tottenham                             |